# آرمن هوهانیسیان (دانشمند علوم سیاسی)
آرمن هوهانیسیان (ارمنی: Արմեն Հովհաննիսյան؛ انگلیسی: Armen Hovhannisyan؛ زادهٔ مهٔ ۱۹۷۲ - درگذشته ۱۲ مهٔ ۲۰۲۵) یک دانشمند علوم سیاسی و مفسر سیاسی اهل ارمنستان بود.

## زندگی‌نامه
در مه ۱۹۷۲ در ایروان به دنیا آمد .  وی در ۱۲ مه ۲۰۲۵ در سن ۵۳ سالگی در اثر حمله قلبی در ایروان درگذشت.